# بوندي
بوندي (بالفرنسية: Bondy) هي بلدية فرنسية  تابعة لإقليم سين سان دوني في إيل دو فرانس وتقع في شمال فرنسا وهي اليوم ضاحية لباريس ويسكنها حوالي 53448 نسمة حسب إحصائيات سنة 2009.

## توأمة
لبوندي اتفاقيات توأمة مع كل من:
- الرام
- فورتشي
- الكاسر دو سال
- تامباكوندا
- بركان

## أعلام
- ويليام ساليبا
- لويك غانون
- تيري زيغ
- وليد خيار
- كيفين لافرانس
- ألفريد تونيلو

## روابط
- الموقع الرسمي لعمادة المدينة